# Raquel Sosa Elízaga
Raquel de la Luz Sosa Elízaga es una historiadora, socióloga, profesora y política mexicana. Desde 2019 es directora de las Universidades del Bienestar Benito Juárez.

## Biografía
Es doctora en Historia, maestra en Estudios Latinoamericanos por la Universidad Nacional Autónoma de México (UNAM). En la que fue docente, de 1976 a 2019 en la Facultad de Ciencias Políticas y Sociales.
Ha sido profesora invitada por distintas instituciones educativas de México, América Latina, Asia, África, Europa y los Estados Unidos.
Es autora de más de 100 textos sobre historia, pensamiento social, educación, violencia y pobreza en México y América Latina.
De 1995 a 1997 fue presidenta de la Asociación Latinoamericana de Sociología
Fue militante de diversos partidos políticos como: Partido Comunista Mexicano, Partido Socialista Unificado de México, Partido Mexicano Socialista, Partido de la Revolución Democrática y de Morena.

## Servidora pública
De 1997 al 2000 fue suplente del senador Carlos Payán en la LVII Legislatura.
Fue la titular de la Secretaría de Desarrollo Social del Gobierno del Distrito Federal de diciembre del 2000 a enero del 2005, año en el que se convirtió en Secretaria de Cultura del mismo gobierno.
En agosto de 2019 fue nombrada por el presidente Andrés Manuel López Obrador como titular de las Universidades  del Bienestar Benito Juárez García.

## Obras
- Las ciencias sociales en América Latina , 1997
- Conciencia colectiva y control social en Durkheim, 1988
- Exclusión social y conocimiento , 2002
- Sujetos, víctimas y territorios de la violencia en América Latina, 2004
- América Latina. Los desafíos del pensamiento crítico , 2004
- Hacia la recuperación de la soberanía educativa en América Latina: conciencia crítica y programa, 2012